# Cybianthus cuspidatus
Cybianthus cuspidatus là một loài thực vật có hoa trong họ Anh thảo. Loài này được Miq. mô tả khoa học đầu tiên năm 1856.